# Haematopota singularis
Haematopota singularis är en tvåvingeart som beskrevs av Ricardo 1908. Haematopota singularis ingår i släktet Haematopota och familjen bromsar. Inga underarter finns listade i Catalogue of Life.